# アラビカコーヒーノキ
アラビカコーヒーノキ（阿拉比卡珈琲，学名:Coffea arabica）は、エチオピアのアムハル高原に起源をもつとされるアカネ科の植物である。ロブスタコーヒーノキやリベリカコーヒーノキとともに「コーヒー3原種」のひとつに数えられる。世界に流通しているコーヒーの中でも最もよく飲まれている品種であり、本種に次いで流通量第2位のロブスタコーヒーノキと合わせると世界全体のコーヒー流通量のおよそ99パーセントを占める。
リンネの『植物の種』(1753年) で記載された種の一つである。

## 特徴
アラビカコーヒーノキは常緑低木であり、野生のまま放置しておくと樹高10メートル程度まで成長することもあるが、コーヒー農園では果実を収穫しやすいように剪定される。葉は10センチほどの間隔で対生し、光沢のある濃い緑色をしている。葉の付け根にジャスミンのような香りがする5弁の白い花をつける。果実は丸みを帯びたロブスタコーヒーノキの果実やひし形のリベリカコーヒーノキの果実に比べて形が扁平・楕円形で、堅くて緑色が濃い。熟していくにつれて緑色から赤、赤紫色になるのが一般的であるが、品種によっては熟すと黄色になるものもある。
- 幼木
- 花はジャスミンのような香りがする
- まだ青い果実
- 赤く熟した果実
- 黄色の果実

## 種

### 野生種
アラビカコーヒーノキはエチオピア中部から西部の山岳地帯における標高1000メートルから2500メートルの雲霧林に自生する。現在の栽培種は、大部分が17〜18世紀にエチオピアで採取された少数の原木に祖先をもつと言われている。現在では南スーダンのボマ高原やケニアのマルサビット山でも見られるが、これらがもともと野生のものであったのか人間が持ち込んだものなのかはわかっていない。飲料として流通するコーヒーのうち大半は野生種ではなく栽培種であるが、コーヒー農家はアラビカコーヒーノキの遺伝的多様性を維持するために野生種を利用することもある。気候変動の影響でこのままではこうした野生種の育成に適した環境の66パーセントが消失し、最悪の場合野生種が絶滅する可能性もあるとする研究結果もある。

### 栽培品種
アラビカコーヒーノキは原産地のエチオピアでの調査の結果、遺伝的にも形態的にも多様な集団であることが判明したため、一見すると別物でも植物学上の亜種や変種ではなく、「栽培品種」として扱われる。近年は耐病性や生産性の向上などを目指した品種改良が進んでおり、同じアラビカコーヒーノキ同士の交配品種やロブスタコーヒーノキとの交配品種も見られる。主な品種を以下に示す。
| 種                        | 概要 |
| ------------------------- | --- |
| ティピカ (Tipica)         | 原種に最も近い品種であり、大半のアラビカ種のコーヒーはこのティピカに由来する。長型の豆ですぐれた風味・酸味・コクが特徴であるがサビ病に弱く生産性は低い。 コロンビアでは1967年までティピカ種100パーセントの栽培が広くおこなわれていたが、生産性の低さのために現在では流通している種の大半が突然変異種や改良種である。           |
| ブルボン (Bourbon)        | ティピカの突然変異。ティピカと合わせて現存する最古の品種と考えられている。イエメンからレユニオン島（ブルボン島）に移植されたものが起源とされ、後に中南米諸国に移植された。豆は小粒で丸みがあり、香りやコクなどに優れているとされ、ティピカと比べると収穫量も20〜30パーセントほど多いが、隔年収穫のため他の品種に生産性で劣る。 |
| カトゥーラ (Catura)       | 1915年にブラジルのミナスジェライス州で発見されたブルボンの突然変異。豆は小粒。サビ病にも強く原種に近い風味で品質・生産性ともに高いが、コストがかかる。酸味が豊かで渋みが強い。 |
| ムンドノーボ (Mundo Novo) | ブラジルで発見されたブルボンとスマトラの自然交配種。"Mundo Novo"とは「新世界」の意。1950年ごろからブラジルで栽培が始まった。病害に強く環境への適応性が高いが、少し育成が遅い。樹高が他品種より高くなるため、特に収穫が機械化されている場合には剪定を要する。酸味と苦みのバランスが良い。                                       |
| カトゥアイ (Catuai)       | カトゥーラとムンドノーボの交配種。樹高は低く、環境適応性や生産性が高くて病害や霜にも強い。しかし味はムンドノーボに劣る。 |
| アマレロ (Amarello)       | "Amarello"は「黄色」の意。アマレロの果実はその名の通り黄色になる。生産性が高く樹高は低い。 |

## 栽培
アラビカコーヒーノキの育成には気候や土壌などの影響が大きく、気候の変化や病害にデリケートな品種である。

### 気候
質の良いコーヒーを収穫するためには18〜21 ℃の範囲内に年間気温が保たれた環境が最も適している。23 ℃を超えると果実の発育と熟成が過度に進むためコーヒーの味が落ちる。継続的に30 ℃程度の気温下におくと茎が腫れて葉が黄色くなるといった異常が見られ、育成も鈍る。低温も好ましくなく、17〜18 ℃以下の年間気温では育ちが悪く、たまに霜がかかるだけでも果実に悪影響を及ぼす。

### 土壌
有機性に富んだ火山灰土質が栽培に適した土壌とされている。これはアラビカコーヒーノキの起源であるエチオピアのアムハル高原が、火成岩が風化したことにより形成された腐食含量の高い土壌であるために栽培地としてこれに近い土壌が自然と選ばれているものと考えられている。実際にアラビカコーヒーノキが栽培されている地域をみると、玄武岩の風化によって形成された赤土のブラジルの高原地帯であったり、火成岩の風化や火山灰地と腐食土の混成で形成されるアンデス山脈周辺やスマトラ島やジャワ島のように、大規模な生産がなされている地域はいずれもエチオピアの高原地帯の土壌に近い。土壌の違いは飲料としてのコーヒーの味に影響を与える。例えば酸性の土壌で栽培・収穫された豆から淹れたコーヒーは一般的に酸味が強くなると言われる。

### 育成
苗床に種をまくとおよそ40〜60日で発芽し、6カ月程度で50センチほどの苗木に成長する。木が成長すると収穫の作業能率向上のため通常は2〜3メートル程度に剪定される。この苗木を苗床から農園に植え替えた約2〜3年後の雨季に開花する。この開花期に気温が高いとうまく花が咲かない場合もある。花は2〜3日咲いた後に枯れて緑色の果実が実り、開花後6〜8か月後に果実が赤色に熟すと収穫を迎える。南半球のブラジル、コロンビア南部、ザンビア、ジンバブエ、パプアニューギニアなどの地域では5〜9月が収穫期にあたる。一方で北半球の中米諸国やエチオピアでは11月頃からが収穫期である。コーヒーの収穫は樹齢6〜10年ほどをピークに徐々に低下していくことが多いが、天候、施肥、害虫、害病など、条件に恵まれれば数十年にわたって結実することもある。

## 生産
世界で生産されるコーヒー豆のうち、およそ60%をアラビカコーヒーノキが占める。アラビカコーヒーノキの生産は天候に大きく影響を受けるため、生産高は毎年大きく変動する。多くの国々で栽培されているが、2018年現在、世界最大のアラビカコーヒー豆の輸出国はブラジルで、ベトナム、コロンビア、ペルーがこれに次ぐ。2018年度の全世界のアラビカコーヒーの豆の生産量は60キログラムの袋で102,725,000袋（616万トン）と推計されている。

## 利用
一般的にロブスタコーヒーやリベリカコーヒーに比べ風味や香りが優れているとされ、そのため環境の変化や病害への弱さといった栽培上の難点にもかかわらず他種に比べ生産量が多い。環境の変化にデリケートなことから同じアラビカコーヒーでも産地の土壌や気候によって風味に明確な個性が現れる。例えばヨード臭の強いリオ・デ・ジャネイロ周辺の土壌で栽培・収穫された豆は「リオ臭」という独特の臭いがつく。一般には高地で生産された豆のほうが酸味、甘み、コクが強く、高値で取引される。アラビカコーヒーノキの豆から淹れたコーヒーのカフェイン含有量はロブスタコーヒーノキの豆から淹れたコーヒーのおよそ半分程度である。完熟した果実は「レッドチェリー」とも呼ばれ、少し甘い。かつてはこの果実や果汁を発酵させて酒に混ぜたりそのまま食べたりと、現在とは異なる利用法をされていた（詳細はコーヒーの歴史を参照）。